# Fédération générale des mines et de la métallurgie CFDT
La Fédération générale métallurgie et mines CFDT (FGMM-CFDT) est la fédération française des travailleurs des secteurs de la métallurgie et des mines affiliée à la CFDT. Elle est aussi affiliée au niveau international à la Fédération internationale des organisations de travailleurs de la métallurgie (FIOM) et au niveau européen à la Fédération européenne des métallurgistes (FEM).

## Histoire
La Fédération générale de la métallurgie (FGM) a été créée en 1921 (affiliée à la CFTC à l’époque), elle est devenue FGMM après fusion avec la Fédération des mineurs CFDT en 1984.

## Organisation
La FGMM est constituée de syndicats territoriaux ou nationaux. Au niveau régional, les syndicats affiliés à la FGMM sont regroupés au sein des Unions Mines-Métaux (UMM). Il existe 21 UMM dont le champ est à peu près celui des régions administratives. Au niveau national, il existe en outre deux unions fédérales : l'Union fédérale des mines (UFM) et l'Union fédérale des syndicats du nucléaire (UFSN).
La FGMM est dirigée par un Bureau fédéral élu en congrès. Au sein du Bureau fédéral est élu un Secrétariat national.

## Branches et secteurs fédéraux
La FGMM regroupe et organise les branches fédérales suivantes :
- Métallurgie
- Services de l'automobile
- Jeux et jouets
- Bijouterie, joaillerie, orfèvrerie
- Froid
- RMATP (réparation de matériel agricole et de travaux publics)
- Récupération de matériaux
- EPIC (CEA, IFREMER, ONERA..)

Au sein de la métallurgie la FGMM est organisée en secteurs :
- Sidérurgie
- Mécanique générale
- Aéronautique et armement
- Automobile
- Cycles
- Construction navale
- Construction ferroviaire
- Énergie
- Électronique et Informatique
- Électroménager
- Machines outils
- Machinisme agricole et travaux publics,
- Roulements
- Fonderie
- Non ferreux
- Emballage
- Ascenseurs
- Optique
- Horlogerie
- Organismes de contrôle et de prévention

## Dirigeants de la fédération

### Dirigeants de la Fédération générale de la métallurgie
| Secrétaires généraux | Mandat      | Information complémentaire                                                          |
| -------------------- | ----------- | ----------------------------------------------------------------------------------- |
| Charles Savouillan   | 1944 - 1951 | (CFTC)                                                                              |
| Eugène Descamps      | 1954 - 1961 | Secrétaire général de la CFTC (1961-1964) Secrétaire général de la CFDT (1964-1971) |
| Jean Maire           | 1961 - 1971 |                                                                                     |
| Jacques Chérèque     | 1971 - 1979 | Secrétaire général-adjoint de la CFDT (1979-1984)                                   |
| Georges Granger      | 1979 - 1984 |                                                                                     |

### Dirigeants de la Fédération générale des mines et de la métallurgie
| Secrétaires généraux | Mandat      | Information complémentaire                                                                                           |
| -------------------- | ----------- | --- |
| Georges Granger      | 1984 - 1987 | |
| Jean Limonet         | 1987        | |
| Gérard Dantin        | 1987 - 1992 | Membre de la CE de la CFDT (1992-1995)                                                                               |
| Robert Bonnand       | 1992 - 2000 | |
| Marcel Grignard      | 2000 - 2005 | Membre de la Commission exécutive de la CFDT (2005) Secrétaire général-adjoint puis trésorier de la CFDT (2009-2014) |
| Dominique Gillier    | 2005 - 2014 | |
| Philippe Portier     | 2014 - 2018 | nommé Secrétaire national de la CFDT en 2018                                                                         |
| Stéphane Destugues   | 2018-2025   | |

## Lien
- Site officiel de la FGMM-CFDT